# Epi Drost

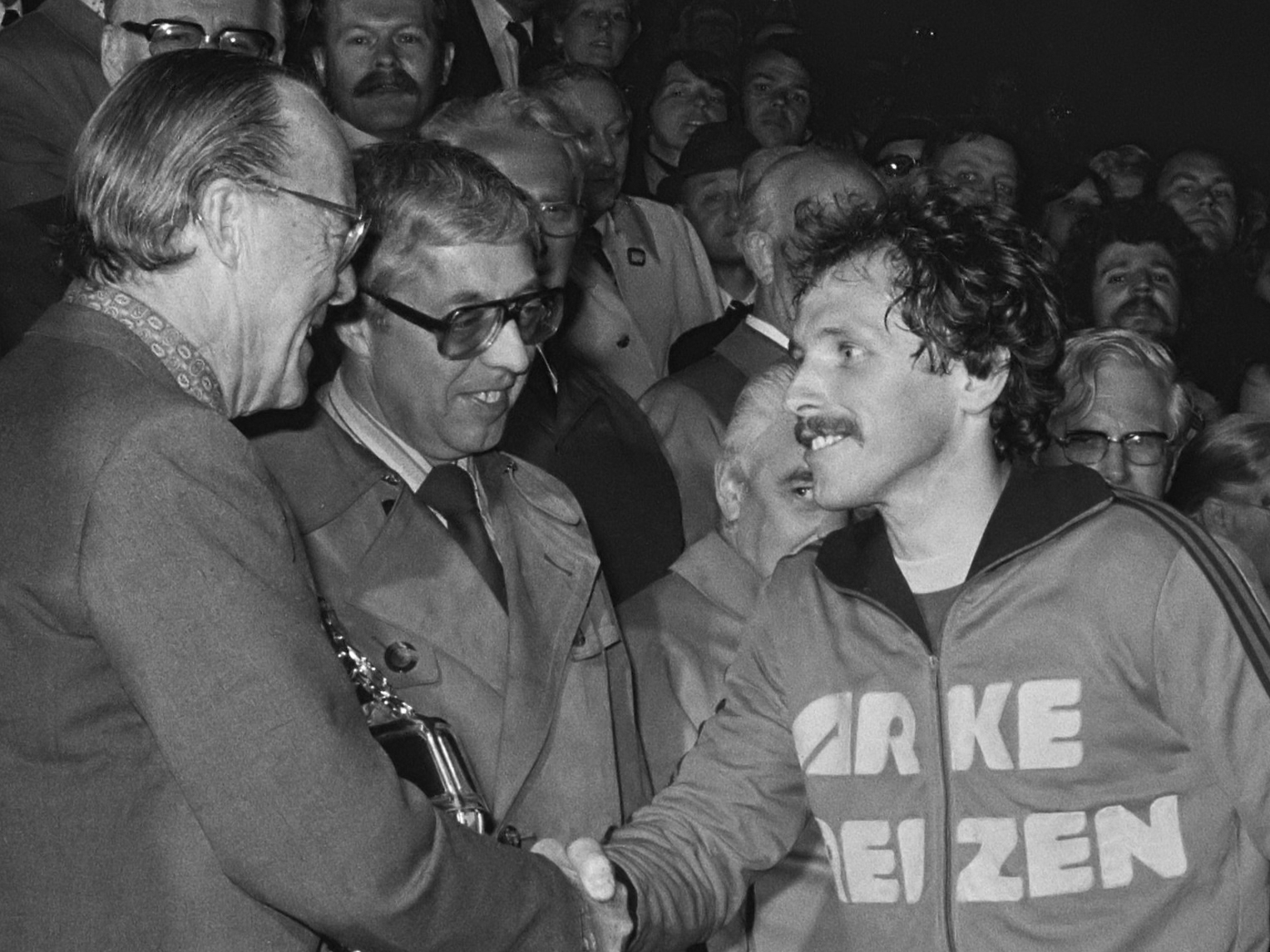
FC Twente wint de Bekerfinale in 1977. Epi Drost ontvangt de beker uit handen van Prins Bernhard die hem toevoegde: Dat doelpunt van u was machtig.

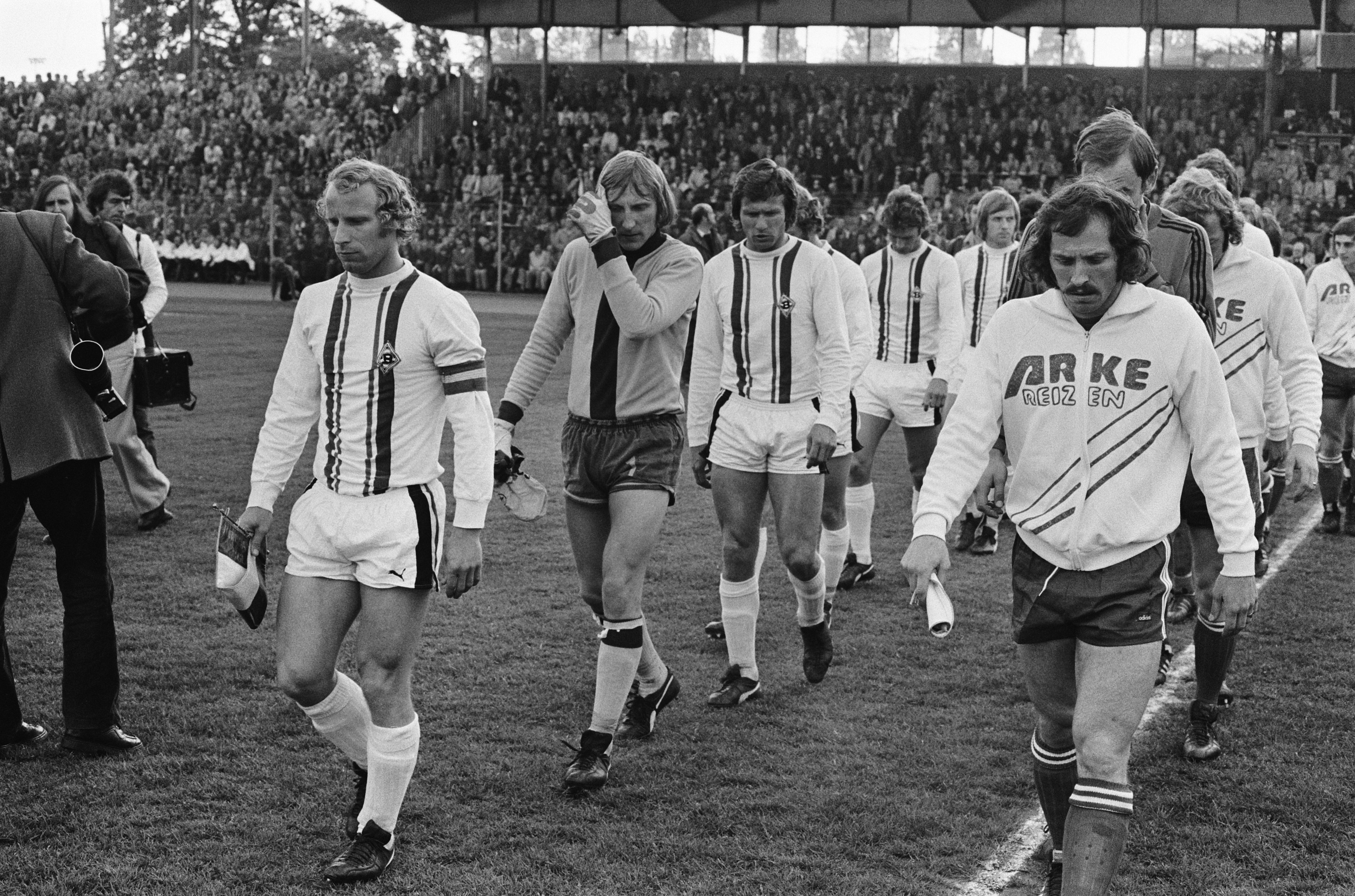
Epi Drost (rechts) voorafgaand aan de finale van de Europacup III tegen Borussia Mönchengladbach, 21 mei 1975.

Eimert (Epi) Drost (Amersfoort, 21 september 1945 – Rotterdam, 27 mei 1995) was een Nederlands voetballer en voetbaltrainer. Hij kwam tot negen interlands speelde achtereenvolgens voor Wageningen, Heracles, FC Twente en DS’79 en. Drost speelde voornamelijk als laatste man of als middenvelder en wordt beschouwd als een van de beste spelers uit de geschiedenis van FC Twente, waar hij in totaal 15 jaar onder contract stond.

## Biografie

### Jeugd en afkomst
Drost werd geboren in Amersfoort, maar verhuisde op jonge leeftijd naar Wageningen. Hij was een zoon van voetballer Selis Drost, die uitkwam voor HVC uit Amersfoort en Wageningen. Zijn jongere broer Gerard, geboren in 1953, was doelverdediger van FC Wageningen en het Nederlands amateurelftal. De naam Epi waarmee hij vrijwel altijd aangeduid wordt, is ontstaan tijdens zijn kindertijd en was een verbastering van 'dat aapje van Drost'. Volgens biograaf Bert Nederlof schreef hij in zijn handtekening 'Epy' maar sprak hij nooit over de schrijfwijze.

### Clubloopbaan
Twee dagen na zijn zeventiende verjaardag maakte Drost als spits zijn debuut in het eerste van FC Wageningen, dat destijds uitkwam in de Tweede divisie. In zijn eerste seizoen scoorde hij elf doelpunten. Hij werd door Ajax uitgenodigd voor een proefperiode, maar een transfer ketste af op de vergoeding van 80.000 gulden die FC Wageningen vroeg. In 1964 speelde Drost met de Nederlandse UEFA-jeugd op het Europees kampioenschap. Het seizoen erop scoorde hij onder trainer Bas Paauwe twintig goals voor FC Wageningen. PSV toonde belangstelling, maar Drost verkaste uiteindelijk voor 60.000 gulden naar Heracles. De ploeg uit Almelo degradeerde in 1966 naar de Eerste divisie. Drost maakte de teruggang niet meer mee, hij werd in juli 1966 door FC Twente ingelijfd dat een vergoedingssom van 40.000 gulden betaalde en speler Hans Roordink naar Heracles liet vertrekken.
Drost speelde van 1966 tot 1980 voor Twente. Hij debuteerde op 14 augustus 1966 tegen Go Ahead als middenvelder, later in het seizoen zakte hij een linie terug en werd hij laatste man. FC Twente werd in seizoen 1966/67 onder de nieuwe trainer Kees Rijvers slechts dertiende, maar in de jaren daarna werd in korte tijd een doorbraak naar de top van de Eredivisie gerealiseerd. De ploeg werd derde in seizoen 1968/69, tweede in het seizoen 1973/74, was in 1975 finalist in de UEFA Cup en de KNVB beker en won uiteindelijk de KNVB beker 1976/77. In de finale tegen PEC Zwolle scoorde Drost het eerste doelpunt, met een hard afstandsschot.
Drost speelde in veertien seizoenen 423 competitiewedstrijden, 43 bekerwedstrijden en 45 Europa Cupwedstrijden voor FC Twente. Hij stond bekend om riskante terugspeelballen en passeerbewegingen in het eigen strafschopgebied. Een journalist van het Algemeen Dagblad omschreef hem als "frivoolste laatste verdediger aller tijden". Mede dankzij gedisciplineerde spelers als Kees van Ierssel en Willem de Vries, een betrouwbare keeper als Piet Schrijvers en een loepzuivere lange pass liep het risicovolle verdedigen meestal goed af en zorgde het juist voor enorme populariteit onder de toeschouwers. Hij werd door supporters vaak Manolito genoemd, een bijnaam die hij te danken had aan zijn gelijkenis zowel qua uiterlijk als losbandige levensstijl met Manolito Montoya, een van de personages uit de western-serie The High Chaparral, gespeeld door acteur Henry Darrow.
In 1980 vertrok hij naar DS’79. Twee jaar later keerde hij terug bij FC Twente als assistent-coach van achtereenvolgens Rob Groener, interim-trainer Spitz Kohn en Fritz Korbach. In 1983 keerde hij op verzoek van Kohn voor een half jaar terug op het veld, toen FC Twente in degradatiegevaar was. Het mocht echter niet baten, FC Twente degradeerde naar de Eerste divisie en Drost beëindigde definitief zijn voetballoopbaan.

### Nederlands elftal
Drost kwam negen keer uit voor het Nederlands elftal. Eerder had Drost al wedstrijden gespeeld voor de Nederlandse UEFA-jeugd (16 tot 18 jaar), Jong Oranje, het Nederlands militaire voetbalelftal onder leiding van Jan Zwartkruis en Nederland B. Zijn eerste interland was een vriendschappelijke wedstrijd op 16 april 1969 tegen Tsjecho-Slowakije. Een ruzie met bondscoach František Fadrhonc zette hem vanaf 1972 enige tijd buitenspel. Na een rentree op 12 september 1973 raakte hij geblesseerd waardoor hij het WK 1974 miste.

### Trainersloopbaan
In 1987 werd Drost hoofdtrainer bij RBC, twee jaar later stapte hij over naar DS '79. Vervolgens trad hij in dienst van hoofdklasser RKVV STEVO uit Geesteren, waarmee hij het landskampioenschap bij de zondagamateurs behaalde.

### Overlijden
Op 27 mei 1995 zakte Drost tijdens een wedstrijd met oud-internationals tegen amateurclub Transvalia in elkaar. Pogingen van medespeler Wim Meutstege en een clubarts om hem te reanimeren mocht niet baten en Drost overleed enkele uren later in een Rotterdams ziekenhuis, op 49-jarige leeftijd. Enkele jaren eerder waren al eens vier bypasses aangelegd.

## Nagedachtenis
Drost werd in 2000 door de supporters uitgeroepen tot FC Twentes 'Voetballer van de eeuw'. Zijn trouw aan de club, zijn persoonlijkheid in en buiten het veld, zijn traptechniek, zijn afstandsschoten, maar bovenal zijn risicovolle en daardoor spectaculaire verdedigingswerk hebben tot deze verkiezing bijgedragen. Tijdens een verkiezing van de Grootste Overijsselaar in 2005 behaalde Drost de tweede plaats achter Willem Kolff. de uitvinder van de kunstnier.
Eind 2007 verscheen een biografie van Drost, genaamd In Alles Anders. Het boek, geschreven door Bert Nederlof, gaat in op zowel de mens als de voetballer Drost.
Bij de uitbreiding van De Grolsch Veste, het stadion van FC Twente, is op de tweede ring door middel van gekleurde stoeltjes een afbeelding van Drost aangebracht. In de ontvangstruimte van het stadion werd op 20 januari 2009 een standbeeld van Drost onthuld.
Het nieuwste gebouw van Saxion in Enschede draagt de naam "Epy Drost". Het gebouw is gesitueerd aan de Van Galenstraat.

## Carrièrestatistieken
| Seizoen         | Club            | Competitie       | Competitie | Competitie | Beker | Beker | Internationaal | Internationaal | Overig | Overig | Totaal | Totaal |
| Seizoen         | Club            | Competitie       | Wed.       | Dlp.       | Wed.  | Dlp.  | Wed.           | Dlp.           | Wed.   | Dlp.   | Wed.   | Dlp.   |
| --------------- | --------------- | ---------------- | ---------- | ---------- | ----- | ----- | -------------- | -------------- | ------ | ------ | ------ | ------ |
| 1962/63         | Wageningen      | Tweede divisie A | 21         | 12         | –     | 0     | —              | —              | 0      | 0      | –      | 12     |
| 1963/64         | Wageningen      | Tweede divisie B | 29         | 10         | –     | 2     | —              | —              | 0      | 0      | –      | 12     |
| 1964/65         | Wageningen      | Tweede divisie A | 30         | 19         | –     | 1     | —              | —              | 0      | 0      | –      | 20     |
| 1965/66         | Heracles        | Eredivisie       | 19         | 0          | –     | 1     | —              | —              | 0      | 0      | –      | 1      |
| 1966/67         | FC Twente       | Eredivisie       | 34         | 1          | 1     | 0     | —              | —              | 0      | 0      | 35     | 1      |
| 1967/68         | FC Twente       | Eredivisie       | 34         | 3          | 6     | 1     | —              | —              | 0      | 0      | 40     | 4      |
| 1968/69         | FC Twente       | Eredivisie       | 34         | 0          | 3     | 0     | —              | —              | 0      | 0      | 37     | 0      |
| 1969/70         | FC Twente       | Eredivisie       | 34         | 0          | 4     | 0     | 2              | 1              | 0      | 0      | 40     | 1      |
| 1970/71         | FC Twente       | Eredivisie       | 33         | 0          | 2     | 0     | 8              | 1              | 0      | 0      | 43     | 1      |
| 1971/72         | FC Twente       | Eredivisie       | 30         | 0          | 1     | 0     | —              | —              | 0      | 0      | 31     | 0      |
| 1972/73         | FC Twente       | Eredivisie       | 31         | 2          | 3     | 0     | 9              | 0              | 0      | 0      | 43     | 2      |
| 1973/74         | FC Twente       | Eredivisie       | 16         | 0          | 1     | 0     | 2              | 0              | 0      | 0      | 19     | 0      |
| 1974/75         | FC Twente       | Eredivisie       | 30         | 1          | 5     | 0     | 12             | 1              | 0      | 0      | 47     | 2      |
| 1975/76         | FC Twente       | Eredivisie       | 29         | 0          | 2     | 0     | —              | —              | 0      | 0      | 31     | 0      |
| 1976/77         | FC Twente       | Eredivisie       | 30         | 0          | 5     | 1     | —              | —              | 0      | 0      | 35     | 1      |
| 1977/78         | FC Twente       | Eredivisie       | 34         | 1          | 1     | 0     | 8              | 0              | 0      | 0      | 43     | 1      |
| 1978/79         | FC Twente       | Eredivisie       | 34         | 0          | 8     | 0     | 2              | 0              | 0      | 0      | 44     | 0      |
| 1979/80         | FC Twente       | Eredivisie       | 11         | 0          | 1     | 0     | 2              | 0              | 0      | 0      | 14     | 0      |
| 1979/80         | DS '79          | Eerste divisie   | 16         | 0          | 1     | 0     | —              | —              | 0      | 0      | 17     | 0      |
| 1980/81         | DS '79          | Eerste divisie   | 36         | 8          | 2     | 2     | —              | —              | 6      | 1      | 44     | 11     |
| 1982/83         | FC Twente       | Eredivisie       | 8          | 0          | 0     | 0     | —              | —              | 0      | 0      | 8      | 0      |
| Carrière totaal | Carrière totaal | Carrière totaal  | 573        | 57         | –     | 8     | 45             | 3              | 0      | 0      | –      | 69     |

## Erelijst
FC Twente
| Nationaal  |    |         |
| KNVB beker | 1x | 1976/77 |